# Lentvora
Lentvora (in ungherese Lentő) è un comune della Slovacchia facente parte del distretto di Lučenec, nella regione di Banská Bystrica.